# 凯文·霍格思
凯文·约翰·霍格思（英語：Kevin John Hogarth，1934年2月10日—2022年2月11日），澳大利亚前男子拳击运动员。他曾代表澳大利亚参加1956年夏季奥林匹克运动会拳击比赛，获得男子67公斤级铜牌。